# Astragalus fedtschenkoanus
Astragalus fedtschenkoanus är en ärtväxtart som beskrevs av Vladimir Ippolitovich Lipsky. Astragalus fedtschenkoanus ingår i släktet vedlar, och familjen ärtväxter. Inga underarter finns listade i Catalogue of Life.